# Frequentativiteit
Iteratie, iterativiteit of frequentativiteit is het verschijnsel dat door middel van een bepaalde woordvorm het zich voortdurend herhalende karakter van de genoemde handeling wordt uitgedrukt. Iterativiteit betreft in het algemeen aspecten van werkwoorden, maar afhankelijk van de manier waarop in een taal de woordsoorten worden ingedeeld kan het in sommige talen ook om andere lexicale categorieën gaan. Over het algemeen wordt er een affix toegevoegd aan de werkwoordsvorm. Vaak gaat dit gepaard met andere fonologische processen, zoals geminatie, reduplicatie en ablaut.

## Nederlands
In het Nederlands is het productiefste iteratieve affix het suffix -el (soms ook -er of -en). Dit suffix wordt na de stam maar voor een eventuele uitgang (bijvoorbeeld -en of -t) van werkwoorden geplaatst om het frequentatieve karakter van de genoemde handeling uit te drukken:
- hinken → hinkelen: "De meisjes bleven de hele middag hinkelen."
- trappen → trappelen: "Het kind trappelt van opwinding."
- snuiven → snuffelen: "De hond snuffelde aan de etensbak."
- schuiven → schuifelen: "Schuifel eens hierheen!"
- stoten → stotteren: "Stotter je altijd zo erg?"
- stuiten → stuiteren: "Zij speelden met een stuiterballetje.

Van veel van dit soort koppels is het oorspronkelijke werkwoord niet meer in gebruik in het Nederlands of zijn de betekenissen zo ver uit elkaar gegroeid dat het verband ertussen nog maar moeilijk te herkennen is. Bij sommige iteratiefvormen zoals zwengelen, murmelen en mompelen is de oude grondvorm van het werkwoord zelfs helemaal verdwenen uit de standaardtaal. Vroeger kwam in het Nederlands het suffix -el ook voor om verkleinwoorden te maken; er kan gevoelsmatig verband zijn tussen een hogere frequentie en een lagere intensiteit.
Omgekeerd is het niet zo dat elk Nederlands werkwoord op –elen en –eren iteratief aangeeft. Zo zijn bijvoorbeeld lepelen en rimpelen geen frequentatieven bij de grondvormen *lepen en *rimpen, maar denominatieve afleidingen uit de zelfstandige naamwoorden lepel en rimpel. Eveneens druppelen is niet de iteratiefvorm bij druppen, maar een denominatief bij druppel, dat een oud verkleinwoord van drop is. Als de stam van het werkwoord niet als zelfstandig naamwoord voorkomt, is het waarschijnlijk dat het om een frequentatief gaat. Soms komt de stam van een iteratief ook als zelfstandig naamwoord voor, maar is die juist afgeleid van het iteratief (bibber) of gaat het om een heel andere betekenis dan het iteratief (knipper).

#### Lijst van Nederlandseiteratieven
| Iteratiefvorm | Grondvorm                    |
| ------------- | ---------------------------- |
| bakkelen      | bakken                       |
| babbelen      | babben                       |
| badderen      | baden                        |
| bazelen       | bazen (ook nog in: verbazen) |
| bibberen      | beven                        |
| blakeren      | blaken                       |
| blikkeren     | blikken                      |
| brokkelen     | brokken                      |
| dribbelen     | drijven                      |
| dreumelen     | drummen                      |
| duikelen      | duiken                       |
| fonkelen      | vonken                       |
| glibberen     | glippen                      |
| grabbelen     | grabben                      |
| grommelen     | grommen                      |
| hakkelen      | hakken                       |
| hevelen       | heffen                       |
| hinkelen      | hinken                       |
| hobbelen      | hoppen                       |
| huppelen      | huppen                       |
| hutselen      | hutsen                       |
| jakkeren      | jagen                        |
| kantelen      | kanten                       |
| keilderen     | keilen                       |
| kenteren      | kanten                       |
| kibbelen      | kijven                       |
| kieperen      | kiepen                       |
| klakkeren     | klakken                      |
| klangelen     | klangen                      |
| klapperen     | klappen                      |
| klepperen     | kleppen                      |
| kletteren     | kletten                      |
| klingelen     | klinken                      |
| klonteren     | klonten                      |
| knipperen     | knippen                      |
| knisperen     | knispen                      |
| krabbelen     | krabben                      |
| kreukelen     | kreuken                      |
| kringelen     | kringen                      |
| lebberen      | lebben                       |
| lispelen      | lispen                       |
| loochenen     | liegen                       |
| lubberen      | lobben                       |
| makelen       | maken                        |
| meuzelen      | dial. muizen                 |
| oefenen       | mnl. oeven                   |
| nestelen      | nesten                       |
| peuteren      | poten                        |
| pinkelen      | pinken                       |
| potelen       | poten                        |
| prikkelen     | prikken                      |
| rijmelen      | rijmen                       |
| ruiselen      | ruisen                       |
| sabbelen      | zabben                       |
| scharrelen    | scharren                     |
| schuifelen    | schuiven                     |
| sijpelen      | zijpen                       |
| sneuvelen     | sneven                       |
| sniffelen     | snuiven                      |
| snotteren     | snuiten                      |
| snuffelen     | snuiven                      |
| sparkelen     | sparken                      |
| spatteren     | spatten                      |
| spetteren     | spatten                      |
| sprenkelen    | sprengen                     |
| stekelen      | steken                       |
| stotteren     | stoten                       |
| stribbelen    | streven                      |
| strompelen    | strompen                     |
| struikelen    | struiken                     |
| stuiteren     | stuiten                      |
| tikkelen      | tikken                       |
| trappelen     | trappen                      |
| vezelen       | vezen                        |
| vleieren      | vleien                       |
| vlotteren     | vlotten                      |
| waggelen      | wagen                        |
| wandelen      | wenden                       |
| weifelen      | wuiven                       |
| wentelen      | (*welten)                    |
| wichelen      | wikken                       |
| wiebelen      | wippen                       |
| wiegelen      | wiegen                       |
| zabberen      | zabben                       |
| zeilderen     | zeilen                       |
| zwabberen     | zwabben                      |
| zwierelen     | zwieren                      |
| zwijmelen     | zwijmen                      |
| zwijmeren     | zwijmen                      |

## Engels
In het Nieuwengels is iterativiteit geen productief verschijnsel meer. Er bestaan echter vrij veel versteende iteratiefvormen die in eerdere taalfasen van het Engels zijn gevormd door middel van de suffixen -le en -re:
- flutter ‘fladderen, flikkeren, wapperen’ < float ‘drijven’.
- dazzle ‘verblinden, verbijsteren’ < daze ‘versuffen’.
- sniffle ‘snuffelen’ < sniff ‘snuiven’.

## Duits
In het Duits vervangen de suffixen -eln of -ern de infinitiefuitgang -en:
- klingen, "klinken" → klingeln, "herhaaldelijk klinken".
- stechen, "steken" → sticheln, "herhaaldelijk steken".

## Latijn
In het Latijn is vooral het iteratieve infix -it erg productief. Dit infix wordt geplaatst tussen de stam en de werkwoordsuitgang:
- venire, "komen", → ventitare, "vaak komen".
- facere "doen, maken" → factitare "gewoonlijk doen".

## Fins
Het Fins kent een vrij groot aantal iteratieve affixen. Met behulp hiervan worden niet alleen temporele maar ook ruimtelijke aspecten weergegeven, bijvoorbeeld de betekenis "rondom, in het rond". De meest voorkomende iteratieve infixen zijn -i- en -ele. Deze komen vaak voor in combinatie met medeklinkergradatie:
- sataa — sadella — satelee "regenen — af en toe regenen — het regent af en toe"
- ampua — ammuskella — ammuskelen "schieten — "in het rond schieten" — Ik ga in het rond schieten"
- juosta — juoksennella — juoksentelen  "rennen — rond/heen en weer rennen — Ik ren rond/heen en weer"
- heittää — heittelehtiä — heittelehdit "gooien" — "doen afwijken" — "jij doet afwijken"
- loikata — loikkia — loikin "één keer springen" — "op en neer springen" — "Ik spring op en neer"